# Psalterium alias Laudatorium
Il Psalterium alias laudatorium ("Salterio anche chiamato Laudatorio") è un'opera letteraria scritta da Francesc Eiximenis in latino fra 1404 e 1408 in Valencia e dedicata al papa di Avignone Benedetto XIII.

## Struttura e contenuto
Il libro consta di 344 orazioni divise in tre cicli orazionali: De laude creatoris (Sulla lode del creatore), De vita et excellentia redemptoris (Sulla vita ed eccellenza del Redentore) e De vita et ordinatione hominis viatoris (Sulla vita e ordinazione dell'uomo nel mondo).
Come Albert Hauf ha detto, quest'opera e la Vida de Jesucrist formano un'unità di creazione letteraria, ma con stile differente.

## Origine
Fra il 1404 e il  1408, Francesc Eiximenis stava elaborando una bella collezione di orazioni in latino conosciuta come Psalterium alias Laudatorium (Salterio oppure Laudatorio). Le prime di queste orazioni sono dedicate a Berenguer de Ribalta, in occasione della sua nomina a vescovo di Tarazona nel 1404. La collezione finale definitiva la dedicò a Pero de Luna, il papa aragonese di Avignone Benedetto XIII.
Benedetto XIII forse già aveva interesse per l'opera dal 1405, come testimonia un documento datato in Barcellona 11 agosto 1405, è molto verosimile che la collezione finale la offrisse Eiximenis al papa Benedetto XIII quando egli andò al concilio di Perpignano nel novembre del 1408. Si dice che la buona impressione che il libro fece sul papa, fu anche un fattore che influì perché il papa concedesse a Eiximenis le sue due ultime dignità: patriarca di Gerusalemme e amministratore apostolico della diocesi di Elne (antica denominazione dell'odierna diocesi di Perpignano-Elne).

## Traduzioni
Si conserva una traduzione parziale in catalano fatta nel 1416 da Guillem Fontana di cento orazioni, impressa in Gerona il 20 marzo 1495 da Diego de Gumiel.

## Edizioni digitali

### Manoscritti
- http://weblioteca.uv.es/cgi/view7.pl?sesion=201603092238267979&source=uv_ms_0726&div=7[collegamento interrotto] Edizione in Somni (Collezione digitalizzata del fondo antico dell'Università di Valencia) del manoscritto 726 della Biblioteca Storica della Università di Valencia. Fatto nel 1442-1443 da Pere Bonora e Lleonard Crespí (miniaturisti) e Domènec Sala (legatore). Proveniente dalla biblioteca di Alfonso il Magnanimo e del duca di Calabria.

### Incunaboli
- Edizione nella Memòria Digital de Catalunya (Memoria Digitale della Catalogna) dell'edizione incunabola del Psaltiri devotíssim (traduzione parziale in catalano) di Guillem Fontana, impressa da Diego de Gumiel (Gerona, 20 marzo 1495).

### Edizioni moderne
- Edizione del Psalterium alias Laudatorium nelle opere complete in linea di Francesc Eiximenis (Psalterium alias Laudatorium Papae Benedicto XIII dedicatum. Toronto. Pontifical Institute of Mediaeval Studies. 1988. 307. Edizione e introduzione di Curt Wittlin).

### IlPsalterium alias Laudatoriumnelle opere complete in linea
- Opere complete di Francesc Eiximenis (in catalano e in latino).